# مهرجان تكساس للكتاب 2016

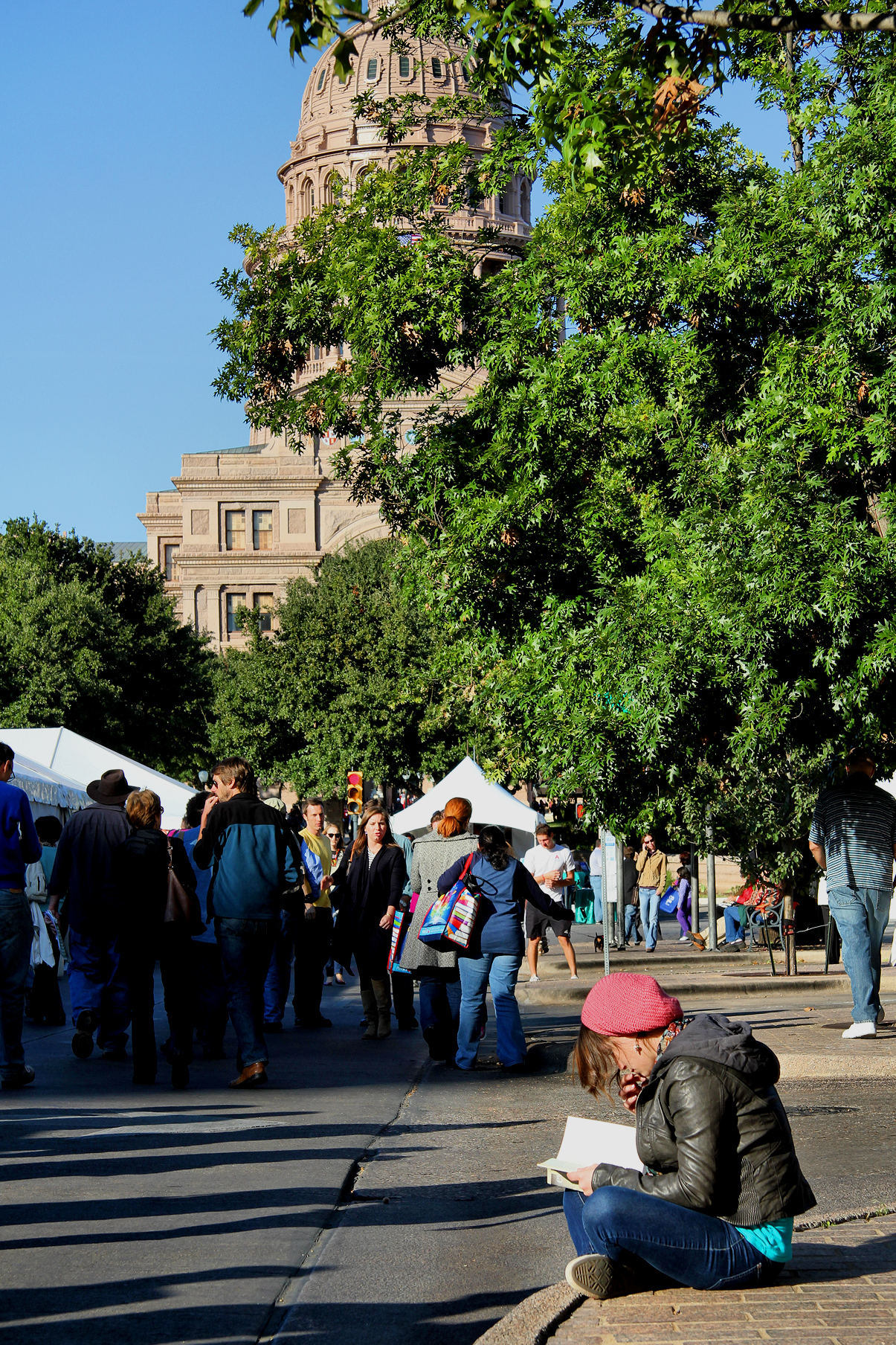
شخص يقرأ كتابًا في مهرجان تكساس للكتاب 2012.

مهرجان تكساس للكتاب 2016 هو معرض كتاب سنوي مجاني يقام في أوستن، تكساس. تم تأسيس المهرجان في عام 1995 من قبل لورا بوش، ثم سيدة تكساس الأولى، وماري مارغريت فارابي، زوجة السناتور السابق راي فارابي. أقيم المهرجان الأول في مبنى الكابيتول في ولاية تكساس في نوفمبر 1996. يقام المهرجان في أواخر أكتوبر أو أوائل نوفمبر. يُستشهد به كثيرًا باعتباره أحد أفضل مهرجانات الكتب في الولايات المتحدة.